# Louis Lacombe
Pierre Louis Trouillon-Lacombe (Bourges, 26 de novembre de 1818 - Saint-Vaast-la-Hougue, 30 de setembre de 1884) fou un compositor francès.
Fou deixeble de Zimmermann en el Conservatori de París i als tretze anys aconseguí el primer premi de piano, poc temps després va emprendre amb la seva germana Felicia un viatge artístic, visitant França, Bèlgica, Alemanya i Àustria, i a Viena s'aturà any i mig per a perfeccionar els seus estudis amb Czerny i altres mestres.
De retorn a París el 1839 es dedicà exclusivament a la composició i publicà un gran nombre d'obres d'estil ric i variat, des de la graciosa i senzilla melodia vocal fins a l'òpera de grandiosa i complicada factura, però sobretot especialment en el primer gènere.
Cal mencionar:
- Manfred, (1847), Arva, ou les hongrois, (1850) simfonies dramàtiques amb solos i cors;
- Agnus i Kyrie, per a tres veus iguales;
- Epopée lyrique;
- La Madone, òpera còmica;
- Winkelried, òpera en quare actes;
- Le Tonnelier, òpera còmica;
- Korigane, òpera entres actes;
- Sapho, cantata per a orquestra i cors, que s'executa nombroses vegades;
- Un quintet, dos trios, peces per a piano, cors a cappella i un gran nombre de melodies vocals.